# 蓋伊韋
蓋伊韋是土耳其的城鎮，位於該國西北部，由薩卡里亞省負責管轄，面積780平方公里，海拔高度124米，主要經濟活動是農業，2008年人口20,318。